# Consumer Reports
Consumer Reports es una revista estadounidense publicada desde el año 1936 por la Unión de Consumidores, una organización sin fines de lucro dedicada a las pruebas de productos imparcial, orientada a la investigación, educación pública y la defensa. Consumer Reports publica reseñas y comparaciones de productos de consumo y servicios basados en la presentación de informes y los resultados de sus pruebas de laboratorio y centro de investigación de encuestas. La revista no acepta publicidad, paga todos los productos de sus pruebas, y, como una organización sin fines de lucro no tiene accionistas. También publica guías de compra de producto/servicio general y específico. A partir de abril de 2016
tenía aproximadamente 7 millones de suscriptores (3,8 millones de impresión y 3.2 millones digital) y una prueba anual de presupuesto de aproximadamente US$25 millones.

## Independencia de editorial
Consumer Reports es bien conocida por sus políticas de editorial independiente, el cual dice es para "mantener nuestra independencia e imparcialidad... de modo que C/U tiene ningún orden del día sobre los intereses de consumidores." Consumer Reports tiene inusualmente requisitos estrictos y a veces ha tomado pasos extraordinarios; por ejemplo se negó a renovar una suscripción del mayor concesionario de coches debido a la "aparición de una incorrección".
Consumer Reports no permite la publicidad externa en la revista pero su sitio tiene anuncios de minoristas. Consumer Reports señala que PriceGrabber coloca los anuncios y paga un porcentaje de las tasas de referencia a Consumer Reports, que no tiene una relación directa con los minoristas. Consumer Reports publica una revisión de su socio de negocios y recomienda que en al menos un caso. CR ha tenido una relación similar con BizRate en su momento y ha tenido relaciones con otras empresas, incluyendo a Amazon.com, Yahoo!, El Wall Street Journal; El Washington Post; BillShrink; y Decide.com. CR también acepta donaciones de otras organizaciones, y al menos un empleado de alto rango de Consumer Reports ha ido a trabajar a una empresa para que sea evaluada.
CR también prohíbe el uso de sus opiniones para la venta de productos; por ejemplo, que no permitirá que un fabricante haga publicidad de una revisión positiva. CR ha acudido a los tribunales para hacer cumplir esa regla.
Consumer Reports dice que su personal adquiere todos los productos probados en los precios al por menor, de forma anónima en "la mayoría de los casos", y que ellos no aceptan muestras gratuitas con el fin de evitar el sesgo de soborno o de ser mejor que el promedio de las muestras. Sin embargo, con el fin de revisar algunos de los productos antes de que estén disponibles públicamente CR sí acepta "muestras de prensa" de los fabricantes, pero dice que paga por las muestras y no se incluyen en las clasificaciones. Para la mayoría de reviews de CR, minimizan el contacto con el gobierno y los expertos de la industria "para evitar poner en peligro la independencia de su juicio". En 2007, en respuesta a los errores en el asiento de seguridad del auto de pruebas, se comenzó a aceptar el asesoramiento de una amplia gama de expertos en el diseño de pruebas, pero no en la evaluación final. También, a veces, CR permite a los fabricantes revisar y responder a las críticas antes de su publicación.

Algunas pruebas objetivas y comparativas publicadas por Consumer Reports se llevan a cabo bajo el paraguas de la organización internacional de consumidores International Consumer Research & Testing. Consumer Reports también utiliza laboratorios externos para las pruebas, incluyendo el 11 por ciento de las pruebas en 2006.

Consumer Reports sede en Yonkers, Nueva York
Las pruebas de la luz eléctrica de la longevidad y el brillo de la prueba
La televisión de pruebas de laboratorio
Pruebas de producto auriculares en una cámara anecoica

## Publicaciones subsidiarias
ConsumerReports.org, el sitio web relacionado, afirma tener más suscriptores de pago que cualquier otro tipo de publicación basado en la web. La mayoría de su información solo está disponible para los suscriptores de pago. ConsumerReports.org proporciona actualizaciones sobre la disponibilidad del producto, y añade nuevos productos a los previamente publicados en los resultados de prueba. Además, los datos en línea incluyen cobertura que no está publicada en la revista; por ejemplo, vehículos de fiabilidad (la frecuencia de reparación) las tablas en línea se extiende por más de 10 años de modelo reportado en los Cuestionarios Anuales, mientras que la revista tiene solo seis años de la historia de cada modelo.
En 1990, la Unión de Consumidores lanza Consumer Reports Television. en marzo de 2005 fue "conducido" por más de 100 estaciones.
El 1 de agosto de 2006 la Unión de Consumidores lanzó ShopSmart Archivado el 22 de noviembre de 2007 en Wayback Machine., una revista dirigida a mujeres jóvenes.
En 2008, la Unión de Consumidores adquiere The Consumerist blog de Gawker Media.
Revista de copias distribuidas en Canadá incluyen un pequeño suplemento de cuatro páginas llamado "Canadá Extra", explicando cómo los hallazgos de la revista se aplican a ese país y se enumeran los puntos examinados disponibles allí.
En 2002, La Unión de Consumidores puso en marcha el proyecto de subvención financiados por Consumer Reports WebWatch, que tiene por objeto mejorar la credibilidad de los sitios Web a través de reportajes de investigación, dando a conocer los estándares de mejores prácticas, y la publicación de una lista de sitios que cumplen con los estándares. WebWatch trabajó con el Stanford Web Credibility Project, de la Universidad de Harvard Berkman Center, La Escuela de Comunicación Annenberg de la Universidad de Pensilvania, y otros. WebWatch es un miembro de la ICANN, el W3C y la Sociedad de Internet. Su contenido es libre. El 31 de julio de 2009, WebWatch se cerró, aunque el sitio está disponible todavía.
Consumer Reports Best Buy drugs está disponible de manera gratuita en los Informes del Consumidor Health.org. Se comparan los medicamentos recetados en más de 20 categorías principales, tales como enfermedades del corazón, la presión arterial y la diabetes, y da clasificaciones comparativas de eficacia y los costes, en los informes y tablas, en las páginas web y documentos en formato PDF, en forma resumida y detallada.
También en 2005, la Unión de Consumidores lanzó el servicio Greener Choices, cuyo objetivo es "informar, involucrar y capacitar a los consumidores acerca de los productos ecológicos y sus prácticas". Contiene información sobre la conservación, el reciclaje y la conservación de la electrónica con el objetivo de realizar una "fuente accesible, fiable y práctica de la información sobre la compra de" productos verdes "que tienen un impacto medioambiental mínimo y que cumplan con las necesidades personales."
La Unión de Consumidores publicó una versión para niños de Consumer Reports llamada Penny Power, más tarde cambió a Zillions. Esta publicación fue similar a la de Consumer Reports, pero sirve a un público más joven. En su apogeo, la revista cubre cerca de 350.000 abonados. Se dio a los niños asesoramiento financiero para presupuestar sus dietas y ahorrar para una compra grande, productos de consumo dirigidos a los niños examinados (por ejemplo, juguetes, ropa, electrónica, alimentos, videojuegos, etc...), y en general promueve el consumismo inteligente en niños y adolescentes; la prueba de productos proviene de los niños en la franja de edad de un producto dirigido. También enseñó a los niños acerca de las prácticas de marketing engañosas practicadas por las agencias de publicidad. La revista cerró en el 2000.

## Historia
Ver también la historia de Unión de Consumidores
A partir de 2007, 4,3 millones de personas leen la revista, y 2,8 millones de personas están suscritas a la página web.

## Cambios en el producto después de las pruebas de Consumer Reports

La pista de pruebas de automóviles de Consumer Reports en East Haddam, Connecticut.

En la edición de julio de 1978, Consumer Reports calificó el automóvil Dodge Omni/Plymouth Horizon como "no aceptable", el primer coche que había sido juzgado desde el Embajador de AMC en 1968. En sus pruebas, encontraron la posibilidad de que estos modelos desarrollaran una oscilación de giro como resultado de una repentina y violenta entrada a la dirección; el fabricante afirmó que "Algunos lo hacen, algunos no" muestran este comportamiento, pero no tiene "validez en el mundo real de la conducción". Sin embargo, al año siguiente, estos modelos incluyen un peso más ligero del aro del volante y un amortiguador de dirección; Consumer Reports informaron que la inestabilidad anterior ya no estaba presente.
En un número de CR 2003, la revista puso a prueba el vehículo utilitario crossover Nissan Murano. Consumer Reports no recomendó el vehículo debido a un problema con su manejo de la energía, a pesar de que el vehículo tenía fiabilidad superior a la media. El problema concreto es que la dirección podría endurecer sustancialmente en el torneado en duro. Consumer Reports recomienda el modelo de 2005, que abordó este problema.[cita requerida]
BMW cambiado el software para el control de estabilidad en su X5 SUV después de la replicación de un problema potencial de vuelco descubierto durante una prueba de Consumer Reports.
Chrysler también hizo cambios en el software de control de la estabilidad cuando Consumer Reports en las pruebas con los Jeep Grand Cherokee 2011 expone problemas de manejo.
En 2010, Consumer Reports clasificó el Lexus GX 460 SUV 2010 como inseguro después de que el vehículo no pasó una de las pruebas de seguridad de emergencia de la revista. Toyota suspende temporalmente las ventas del vehículo, y después de realizar su propia prueba reconoció el problema. Se emitió un retiro para el vehículo, y el vehículo aprobado volvió a ser probado por Consumer Reports.

## Demandas contra la Unión de Consumidores
La Unión de consumidores ha sido demandada en varias ocasiones por las empresas insatisfechas con las revisiones de sus productos en Consumer Reports. La Unión de consumidores ha luchado estos casos vigorosamente. A partir de octubre de 2000, la Unión de Consumidores ha sido demandada por 13 fabricantes, y nunca perdió un caso.

### Bose
En 1971 Bose Corporation demandó a la revista Consumer Reports (CR) por difamación tras haber informado en una reseña que el sonido del sistema que se revisó "tendía a pasear por la habitación".  El caso que, finalmente, llegó a la Corte Suprema de Estados Unidos, en la que se afirma en Bose Corp. v. Consumers Union of United States, Inc. que la declaración de CR se hizo sin malicia real y por lo tanto no era calumnioso.

### Suzuki
En 1988, Consumer Reports anunció durante una conferencia de prensa que el Suzuki Samurai había demostrado una tendencia a rodar y consideró que "no era aceptable". Suzuki demandó en 1996 después de que el samurai se volviera a mencionar en una edición de aniversario de CR. En julio de 2004, después de ocho años en los tribunales, el caso fue resuelto y desestimó sin que reembolso del dinero y sin retiro emitido, pero la Unión de Consumidores acordó ya no hacer referencia a los resultados de la prueba de hace 16 años del Samurai 1988 en su material publicitario o promocional.

### Rivera Isuzu
En diciembre de 1997, el distribuidor Isuzu Trooper en Puerto Rico demandó a CR, alegando que se había perdido ventas como resultado del menosprecio de la UdC del Trooper. Un tribunal de primera instancia concedió la petición de la UdC para un juicio sumario, y el Tribunal de Apelación de los EE. UU. para el Primer Circuito confirmó la sentencia favorable.

### Sharper Image
En 2003, Sharper Image demandó a CR en California por menospreciar el producto con opiniones negativas de su purificador de aire Brisa Iónica Quadra. CR movido por desestimación el 31 de octubre de 2003, el caso fue suspendido en noviembre de 2004. La decisión también otorgó a la UdC $525.000 en concepto de costas procesales.

## Controversia sobre los asientos de seguridad para niños
La edición de febrero de 2007 del Consumer Reports dijo que solo dos de los asientos de seguridad para niños que se probaron para este problema aprobaron las pruebas de impacto lateral de la revista. La Administración Nacional de Seguridad Vial, que posteriormente volvió a probar los asientos, encontró que todos esos asientos pasaron las pruebas de la NHTSA correspondientes a las velocidades que se describen en el informe de la revista. El artículo de CR informó que las pruebas simularon los efectos de las colisiones a 38.5 mph. Sin embargo, las pruebas que se completaron en el hecho se simularon en colisiones a 70 mph. CR afirma en una carta de su presidente Jim Guest a sus suscriptores que se debería volver a probar los asientos. El artículo fue retirado de la web de CR, y el 18 de enero de 2007, la organización publicó una nota en su página de inicio sobre las pruebas engañosas. Los suscriptores también recibieron una postal de disculpas por el error.
El 28 de enero de 2007, The New York Times publicó un artículo de opinión de Joan Claybrook, que sirvió en la junta de UdC 1982-2006 (y era el jefe de la Administración Nacional de Seguridad Vial 1977-1981), donde discutió la secuencia de eventos que condujeron a la publicación de la información errónea.

## Otros errores o problemas
En 2006, Consumer Reports dijo que seis vehículos híbridos probablemente no ahorrarían dinero a los propietarios. La revista más tarde descubrió que había calculado mal la depreciación, y lanzó una actualización que indica que cuatro de los siete vehículos ahorraría el dinero del comprador si los vehículos se mantuvieran durante cinco años (incluyendo el crédito fiscal federal para los vehículos híbridos, que expira después de que cada fabricante vende 60.000 vehículos híbridos).
En febrero de 1998, la revista probó alimentos para mascotas y afirmó que los alimentos para perro Iams eran nutricionalmente deficiente. Más tarde retractó el informe afirmando que había sido "un error sistemático en las mediciones de diversos minerales que probamos - potasio, calcio y magnesio."

## Los gráficos

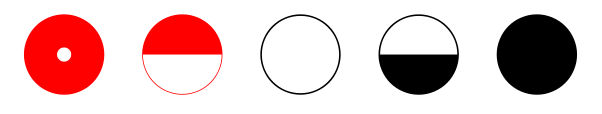
Harvey Balls - modificación negra a roja utilizada por Consumer Reports

Consumer Reports utiliza una forma modificada de gráficos de Harvey Balls para la comparación cualitativa. Los ideogramas redondos están dispuestos de mejor a peor. El círculo rojo abierto a la izquierda en el diagrama indica la calificación más alta, la mitad símbolo rojo y blanco es la segunda más alta calificación, mientras que el círculo negro abierto es neutral. La calificación más baja es el llenado el círculo negro, mientras que la calificación segunda más baja es el círculo negro a la mitad.